# Hudson Hornet

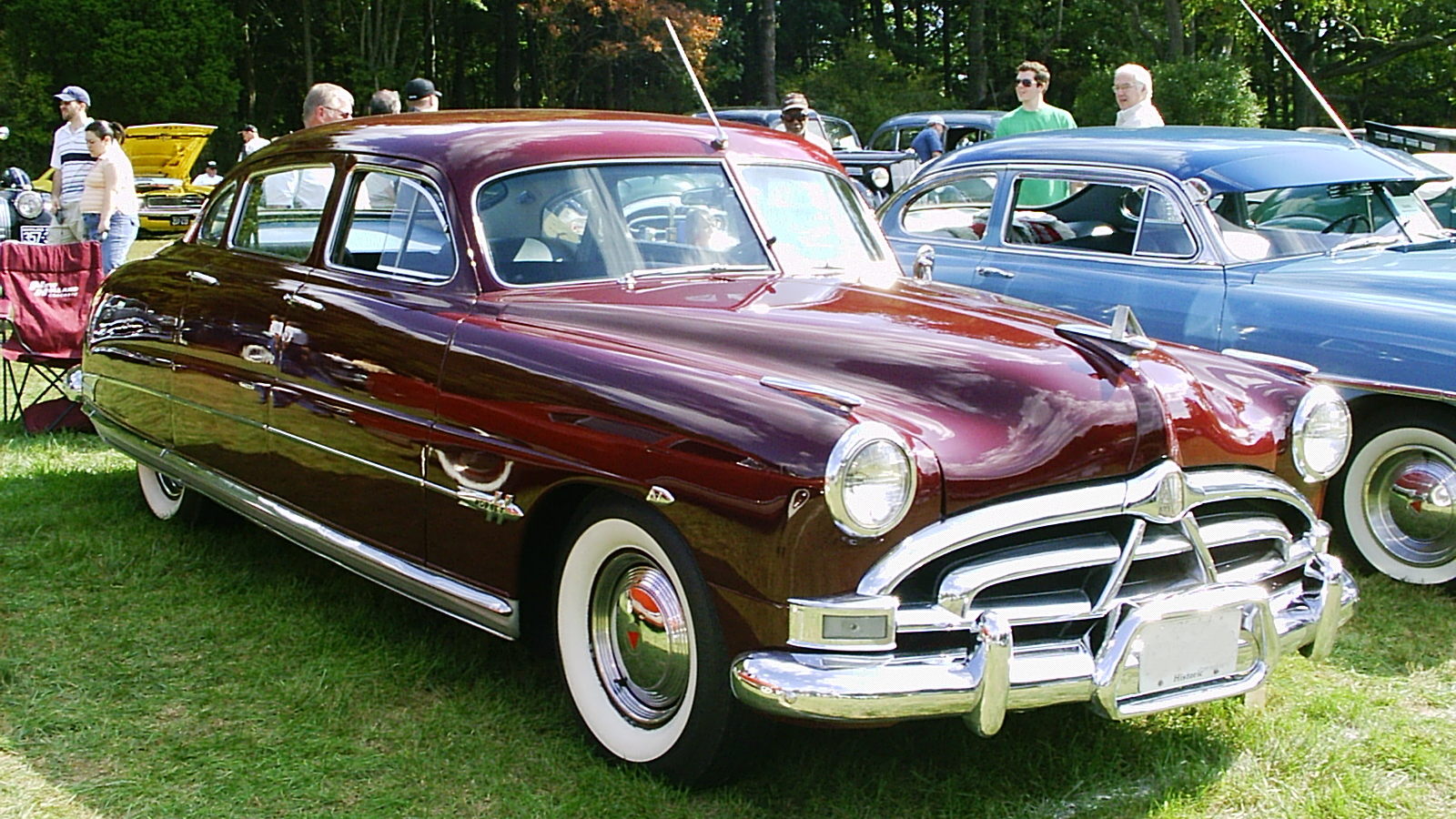
první generace Hudson Hornet

Hudson Hornet byl osobním automobilem, který pomohl poválečnému rozvoji americké automobilky Hudson.

## Historie
První generace se vyráběla v letech 1951 až 1954. Do roku 1953 poskytoval šestiválec výkon 107 kW. Poté došlo ke zvýšení výkonu na 126 kW. Nabízel se jako sedan, kupé a kabriolet. V roce 1952 získal tento vůz řadu sportovních úspěchů v seriálu Nascar.
Výroba druhé generace probíhala v letech 1955 až 1957 pod koncernem AMC. Vůz byl vzhledově velmi odlišný ale prostornější.

## Galerie

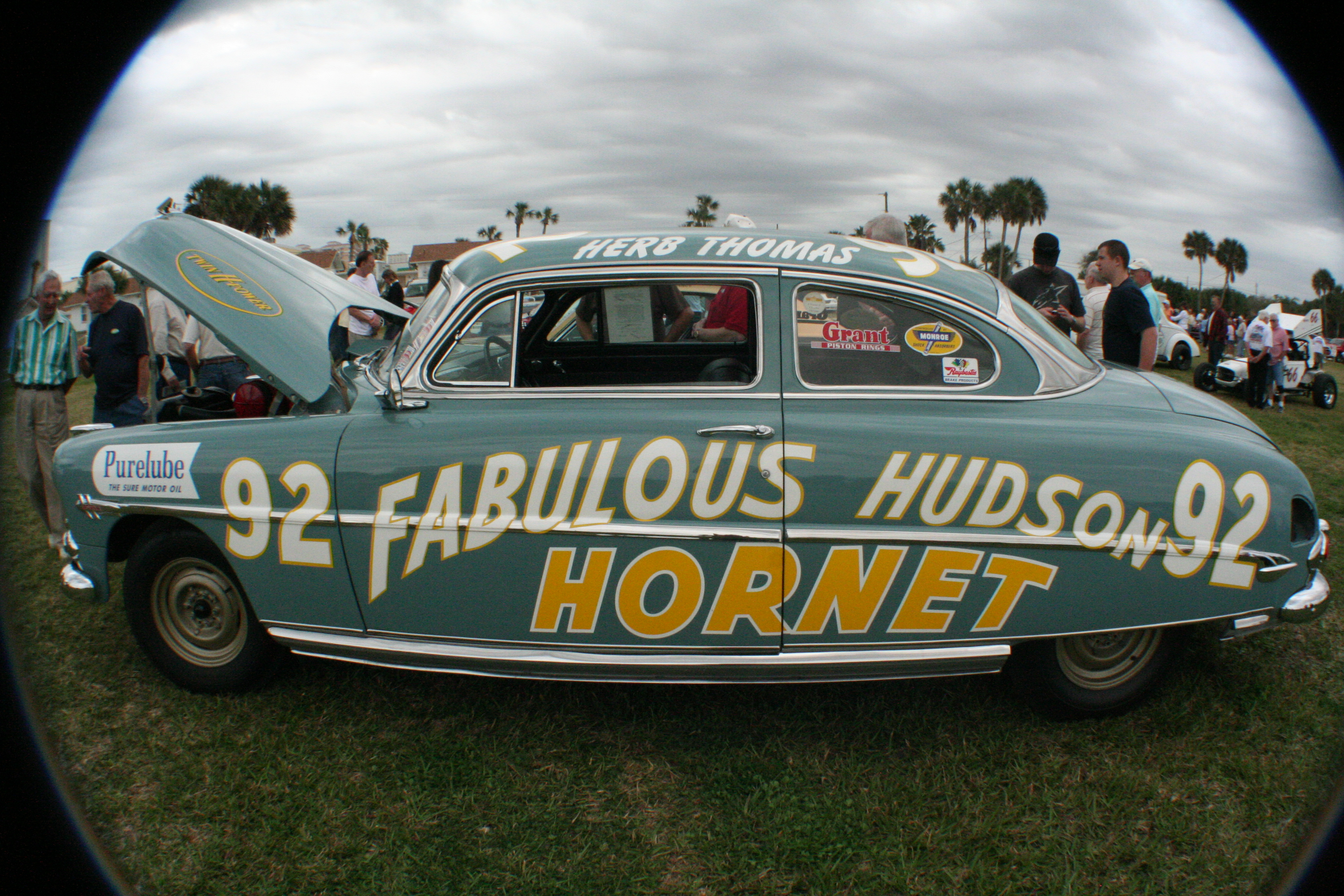
Verze pro Nascar
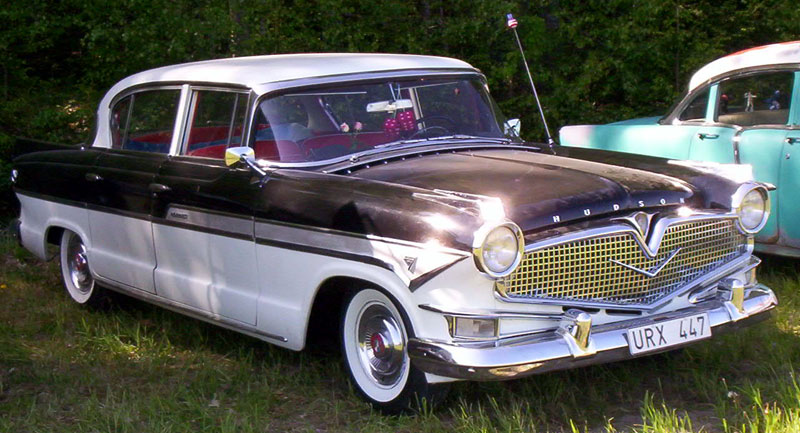
druhá generace Hudson Hornet